# Nationale moskee
In sommige staten waar de islam de dominante godsdienst en/of de staatsgodsdienst is, is er een nationale moskee aangewezen. De nationale moskeeën in de wereld zijn:
| Moskee                           | Stad                | Land                         |
| -------------------------------- | ------------------- | ---------------------------- |
| Baitul Mukarram                  | Dhaka               | Bangladesh                   |
| Sultan Omar Ali Saifuddin-moskee | Bandar Seri Begawan | Brunei                       |
| Istiqlalmoskee                   | Jakarta             | Indonesië                    |
| Masjid Negara                    | Kuala Lumpur        | Maleisië                     |
| Faisal-Moskee                    | Islamabad           | Pakistan                     |
| Al-Masjid al-Haram               | Mekka               | Saoedi-Arabië                |
| Moskee van de Profeet            | Medina              | Saoedi-Arabië                |
| Sjeik Zayed-moskee               | Abu Dhabi           | Verenigde Arabische Emiraten |
| Sultan Qaboes-moskee             | Masqat              | Oman                         |
| Sultan Ahmetmoskee               | Istanboel           | Turkije                      |
| Al-Aqsamoskee                    | Jeruzalem           | Palestina                    |
| Grote moskee van Damascus        | Damascus            | Syrië                        |
| Al-Azhar-moskee                  | Caïro               | Egypte                       |
| Hassan II-moskee                 | Casablanca          | Marokko                      |
| Imam Hoesseinmoskee              | Karbala             | Irak                         |
| Nationale Moskee van Abuja       | Abuja               | Nigeria                      |
| Türkmenbaşy Ruhy Moskee          | Ashgabat            | Turkmenistan                 |

## Referentie
1. ↑  Masjid Jamek was de voormalige nationale moskee van Maleisië